# Eraxasilus gerion
Eraxasilus gerion är en tvåvingeart som först beskrevs av Walker 1849.  Eraxasilus gerion ingår i släktet Eraxasilus och familjen rovflugor. Inga underarter finns listade i Catalogue of Life.